# Hemmafru

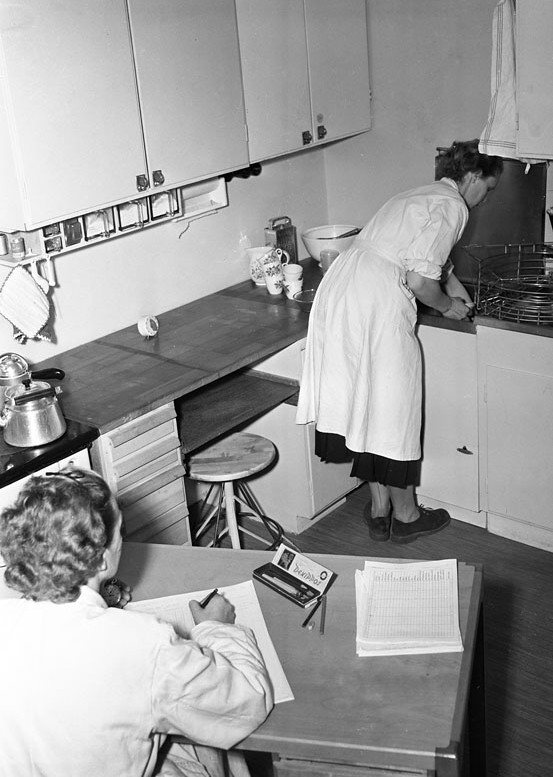
Hemmens forskningsinstitut gör studier av hemarbete 1950: en kvinna arbetar i köket, en funktionär antecknar och mäter den tid som arbetsmomentet tar.

En hemmafru är en gift kvinna, vars huvudsakliga sysselsättning är arbete i hemmet med hushållsarbete och barnomsorg. En hemmafru är således inte förvärvsarbetande utanför hemmet och hushållets monetära inkomst kommer vanligen från maken. Begreppet uppkom under 1920-talet. 

## Terminologi
En hemmafru kan också kallas husmoder (eller husmor), men begreppet husmoder är mer omfattande och inbegriper även anställda kvinnor som ansvarar för hushållningen på till exempel en institution eller en större gård. Husmoder har använts om för hushållet ansvariga kvinnor genom historien.
En maskulin form av ordet, hemmaman, myntades under 1960-talet.  Det syftar på en gift man eller sambo som ej förvärvsarbetar, utan sköter hem och barn. En lyxhustru (maskulin form lyxmake) är en gift, icke förvärvsarbetande kvinna som inte förväntas bidra med något arbete i hemmet. Hemarbetet utförs i detta fall av hushållsarbetare.

## Hemmafrun i Sverige

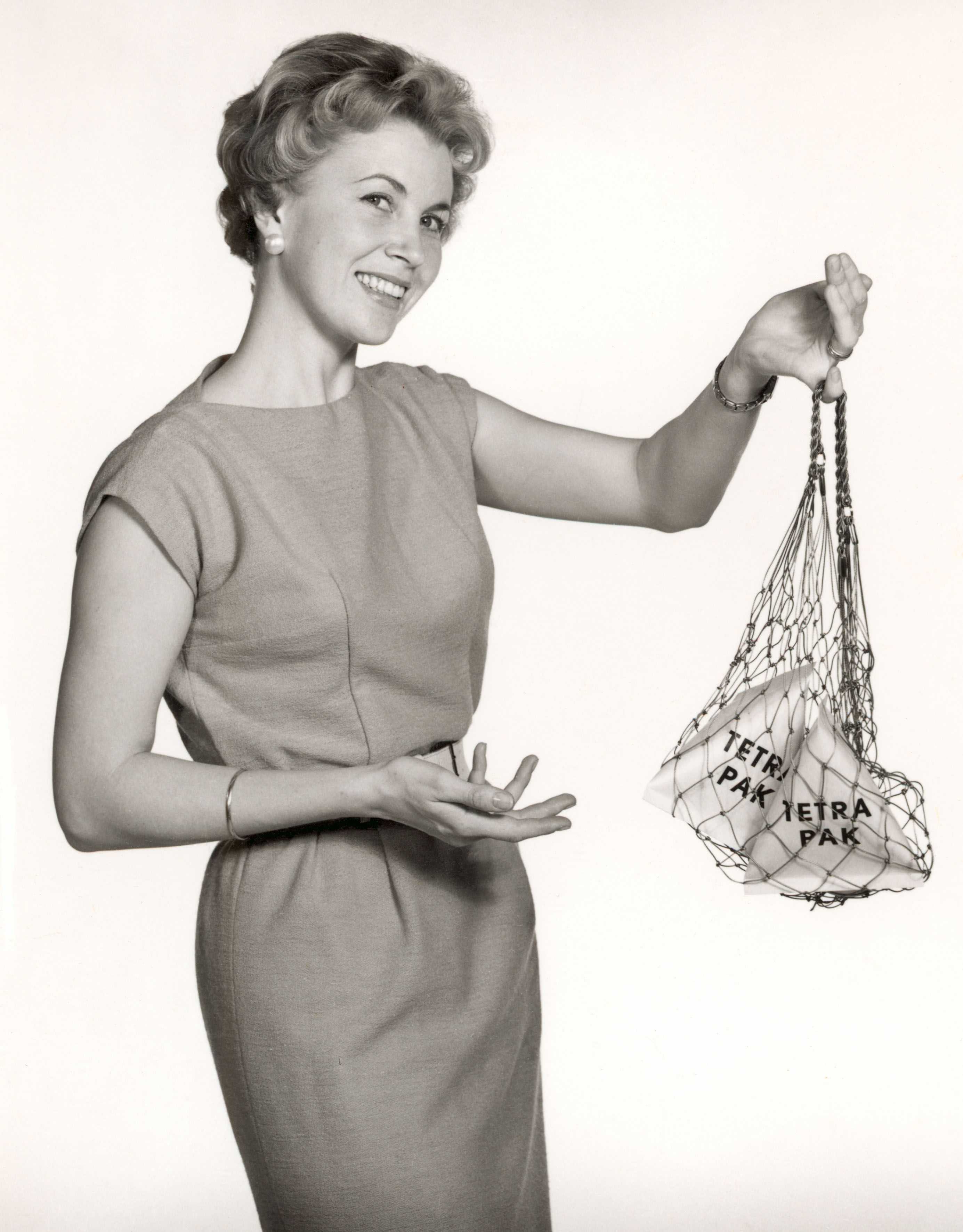
Hemmafru under 1950-talet

Begreppet hemmafru uppkom under 1920-talet då det användes som motsats till yrkeskvinna. Mellan 1930 och 1960 ökade antalet hemmafruar i Sverige från 930 000 till 1 148 000. Utvecklingen hängde samman med den fortsatta övergången från agrar- till industrisamhälle. Från 1930-talet och framåt minskade antalet sysselsatta inom jordbruket. Allt fler flyttade från landsbygden till städerna. Samtidigt ökade antalet gifta par. Allt fler, i huvudsak män, tjänade ihop till försörjningen utanför hushållet, primärt genom lönearbete i industrin. Kvinnorna, särskilt i medelklassen, blev hemmafruar och med särskilt ansvar för barnen.
En vanlig inställning var att acceptera dåtidens könsroller som självklara, men att förespråka olika typer av förbättringar för hemarbetande kvinnor. Mer radikala personer menade att hemmafrun hölls fången i sitt ekonomiska beroende till mannen, att det var orättfärdigt att hon inte fick lön för sitt arbete och att hon fråntogs möjligheter till stimulans och utveckling av sina förmågor. Dessa menade att hemmafrun, kvinnan, betraktades som en människa utan eget förstånd och egen kapacitet samt hindrades från att delta i samhället i stort.
I början av 1960-talet fördes livliga diskussioner om kvinnans roll i samhället, om hennes rätt till utbildning och arbete samt om hennes betydelse för barnuppfostran och familjen. I en inflytelserik artikel från 1961, med titeln Kvinnans villkorliga frigivning, beskrev Eva Moberg, en av de mest tongivande debattörerna, idén om den hemmavarande hustrun som en omodern rest från bondsamhället.
Eva Moberg drev kravet på politiska reformer för att förbättra kvinnans villkor i syfte att det skulle frigöra kvinnorna. Genom att yrkesarbeta skulle kvinnans identitet förändras. Hon skulle bli ekonomiskt självständig, något som skulle även befria mannen från den traditionella mansrollen.
En annan debattör i hemmafrufrågan, Monica Boëthius, beskrev det som samhällsekonomiskt oförsvarbart att många kvinnor inte förvärvsarbetade. I en debattbok ställde Boëthius frågan Har vi råd med fruar? Kvinnorna utgjorde, enligt Boëthius, en underutnyttjad arbetskraftsreserv, som om den togs i anspråk markant skulle kunna öka hushållens köpkraft och levnadsnivå.
Boëthius byggde vidare på ekonomen Per Holmbergs idéer, så som de kom till uttryck i debattboken Kynne eller kön? 1966.
Från och med 1960-talets senare del kom antalet hemmafruar stadigt att minska. Många tog lönearbete inom skola, vård och omsorg, när den offentliga sektorn byggdes ut. Fler än 500 000 hemmavarande kvinnor tog steget ut i arbetslivet mellan slutet av 1960-talet och början av 1980-talet. Bara mellan 1968 och 1970 ökade antalet nyanställda kvinnor i Sverige med 100 000 varje år.
En kombination av efterfrågan på arbetskraft och jämställdhetssträvanden ledde till flera politiska reformer som underlättade för kvinnan att förvärvsarbeta och för familjens gemensamma barnomsorg.  Under 1930- och 40-talen hade nio av tio svenska barn en hemarbetande mor under sin uppväxt; under 1980-talet hade mindre än vart tionde barn en mor som var hemmafru tills de fyllde 16 år. Kvinnor med barn upp till föreskoleåldern fortsatte dock att i allmänhet vara hemarbetande fram till dess att subventionerade daghem infördes i större skala från omkring mitten av 1970-talet.
Utvecklingen från 1960 och framåt var mycket ett resultat av statliga åtgärder. Kvinnors insteg på arbetsmarknaden främjades av avskaffandet av sambeskattning och utbyggnaden av barnomsorgen. Sambeskattningen av makar slopades 1971. Den så kallade barnstugeutredningens betänkande om förskolan 1972 blev utgångspunkten för utbyggnaden av den offentliga barnomsorgen i gång. Vid 1970-talets utgång hade 350 000 barn skrivits in vid daghemmen. Att kvinnor förvärvsarbetade beskrevs av tongivande debattörer som gagnerikt också för barnen. Tanken var att barnen hade svårare att utveckla självständighet om de tillbringade dagarna i överbeskyddad hemmiljö jämfört med om de vistades på daghem kvalificerad personal. 
Mot reformförespråkarna stod mer konservativa grupperingar, vilka ansåg att kvinnans uppgift var att sköta hemmet, uppfostra barnen och ge den arbetande mannen stöd. En organisation som ville väcka opinion mot reformerna var Rädda familjen-gruppen. Den påbörjade sitt arbete i januari 1970, i protest mot vad den uppfattade som ett försök att genom marxistiska reformer upplösa familjens struktur. I 1970 års underskriftskampanj samlade Rädda familjen in 63 000 namnunderskrifter vilka man bifogade sitt protestbrev mot de familjepolitiska reformförslagen. Organisationen gav ut debattböcker i polemik med reformförespråkarna under det första delen av 1970-talet.
En av gruppens förgrundsgestalter var Brita Nordström. Nordström förkastade tanken på att könsroller är inlärda beteenden och argumenterade för att kvinnans roll som hemmafru var naturlig. Medan kvinnan var familjens känslomässiga ledare, den som ingöt harmoni och stabilitet, skulle mannens uppgift vara att försörja och försvara samt att skaffa familjen en ställning i samhället. Psykologen Kristina Humble var en annan tongivande person i samma rörelse. I ett kapitel i debattboken Rätt till familjeliv hävdade Humble att hemmafruns längtan efter förvärvsarbete grundade sig på naiva krav om lusttillfredsställelse. Hon ansåg att olikheter i könsrollerna orsakades av genetiska skillnader, genom vilka mannen mer var disponerad för kamp och självhävdelse. Humble uppmärksammade särskilt barnens situation i samband med att fler kvinnor började yrkesarbeta, och argumenterade mot utbyggnad av den offentliga barnomsorgen, eftersom hon ansåg att vistelse på daghem skulle orsaka ökad ungdomsbrottslighet och psykiska ohälsa bland barn.
Under 1970-talet började allmänhetens attityder alltmer att förändras, då den offentliga barnomsorgen byggdes ut.
I dagens Sverige, där många kvinnor utbildar sig och förvärvsarbetar, talar man numera ganska sällan om att vara hemmafru. Däremot är det vanligt att vara föräldraledig (eller mammaledig för kvinnan, och för mannen, pappaledig). Föräldrarna får under denna period ekonomisk ersättning genom föräldraförsäkringen. Traditionella hemmafruar är numera ganska ovanliga i Sverige.